# ペピン
「ペピン」は、BLANKEY JET CITYの14枚目のシングル。

## 解説
メンバー全員で作詞・作曲を手掛けた本作はNHK総合「女性捜査官アイキャッチャー」主題歌。アナログ盤のみ「I LOVE TOKYO (analog mix)」を収録。
この年にBJC名義でリリースされたのは、このシングルのみとなっており、表題曲のペピンは『COMPLETE SINGLE COLLECTION SINGLES』がリリースされるまではアルバム未収録だった。
初回限定盤のみ紙ジャケット＆ピクチャーCD仕様。

## 収録曲
1. ペピン
  - 作詞・作曲・編曲：BLANKEY JET CITY

ブレイクビーツを取り入れた楽曲。後に浅井が参加したバンド、AJICOがライブでカバーし、シングル化もされた。
2. I LOVE TOKYO
  - 作詞・作曲・編曲：BLANKEY JET CITY
3. コスモス
  - 作詞・作曲・編曲：BLANKEY JET CITY

### アナログ盤
1. ペピン
2. I LOVE TOKYO (analog mix)

## 収録アルバム

### ペピン
- ベスト『COMPLETE SINGLE COLLECTION SINGLES』（2013年3月27日）

### I LOVE TOKYO
- ベスト『Blankey Jet City 1997-2000』（2000年10月25日）

### コスモス
- ベスト『RARE TRACKS』（2009年1月21日）